# Martin Parnov Reichardt
Martin Parnov Reichhardt er en dansk professionel sportsdanser.
Parnov Reichardt blev født i Vejle, men har boet størstedelen af sit liv i Odense. Det var også her, at han som 12 årig tog sine første dansetrin på en privat danseskole. Efter fem år skiftede han til Odense Amatør Sportsdanser Klub.
Parnov Reichardt og den finske danser Maija Salminen fandt hinanden i august 2007, da deres fælles engelske træner Sarah Francis satte dem sammen. Salminen flyttede i oktober 2007 til Danmark for at danse med Parnov Reichardt. I april 2008 blev de professionelle. Allerede samme år blev de for første gang kåret som danske professionelle mestre i standarddans.
Ved siden af dansen læser Parnov Reichardt biomedicin ved Syddansk Universitet i Odense.

## Vild med dans
Parnov Reichardt deltog, som professionel danser, i Vild med dans sæson 16 i 2019, hvor han dansede med Marie Bach Hansen. Parret endte på en 11. plads.
Martin Parnov Reichardt deltog i 2020 i sæson 17 af Vild med dans, hvor han dansede med biologen Vicky Knudsen.